# 瓦尔特·加尔加诺
瓦尔特·阿莱杰德罗·加尔加诺·格瓦拉（西班牙語：Walter Alejandro Gargano Guevara，1984年7月23日—）是一名乌拉圭足球运动员，司职防守中场，目前效力于烏拉圭足球甲級聯賽俱乐部佩那罗尔。

## 俱乐部生涯
2003年，加尔加诺在乌拉圭足球甲级联赛球队多瑙河开始职业足球生涯。他帮助俱乐部获得两次联赛冠军（2004赛季和2006/07赛季）。
2007年6月30日，在拒绝巴伦西亚的邀请后，加尔加诺以200万英镑的身价转会加盟刚刚升级到意大利足球甲级联赛球队那不勒斯。他和那不勒斯签约五年。8月26日，他在那不勒斯对阵卡利亚里的比赛中上演意甲联赛首秀。2010年1月，加尔加诺和那不勒斯续约，新合同2015年到期。
2012年8月23日，意甲球队国际米兰正式宣布加尔加诺租借加盟球队一年，国际米兰拥有买断权。加尔加诺和国际米兰预签了一份为期四年的合同，若国际米兰放弃买断权，加尔加诺将返回那不勒斯，该合同自动作废。
2013年9月1日，加尔加诺以租借身份加盟帕尔玛，同时，后者拥有赛季结束后买断获得加尔加诺所有权的条款。

## 国家队生涯
2006年5月21日，加尔加诺在乌拉圭国家足球队和利比亚的友谊赛中首次代表国家队出场。2007年，他被列入乌拉圭国家队参加2007年美洲國家盃的名单，他在半决赛对阵巴西和三四名决赛对阵墨西哥都得到替补出场的机会，最终跟随球队获得第四名。
2010年，他代表乌拉圭参加2010年世界杯足球赛，他获得三次出场机会，分别是小组赛对阵南非在最后时刻替补出场；半决赛对阵荷兰首发登场；三四名决赛对阵德国替补出场。
2011年5月29日，他在乌拉圭1比2不敌德国的友谊赛中射进国际A级比赛的首个进球。之后他入选国家队参加2011年美洲國家盃，并跟随球队获得冠军。

## 荣誉

### 俱乐部
多瑙河
- 乌拉圭足球甲级联赛冠军：2004，2006-07

那不勒斯
- 意大利杯冠军：2011-12

### 国家队
乌拉圭国家足球队
- 美洲國家盃：2011